# Артур из Гластонбери
 Артур из Гластонбери  (ум. 1539 г., Гластонбери, Англия) — святой Римско-Католической Церкви, монах-бенедиктинец аббатства Гластонбери, мученик. Святой Артур был замучен во время английской Реформации за отказ признать притязания короля Генриха VIII на духовное руководство Католической Церковью в Англии.
День памяти в Католической Церкви — 15 ноября.

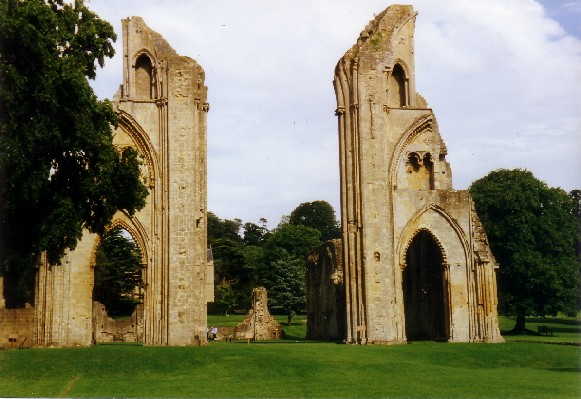
Развалины аббатства Гластонбери

## Источник
- Livre des Saints, Jacques Fournier, Marie-Helene Congourdeau, Editions Brepols, ISBN 2-503-83041-2